# 钛铁矿
钛铁矿（英語：Ilmenite）是一种钛铁氧化物矿物，理想分子式FeTiO
3。是一种弱磁性黑色或钢灰色矿物。钛铁矿是最重要的钛矿石，也是二氧化钛的主要来源，用于油漆、印刷油墨、织物、塑料、纸张、防晒霜、食品和化妆品。

## 结构和性质
钛铁矿是一种重（比重4.7）、中等硬度（莫氏硬度5.6至6）、具有亚金属光泽的不透明黑色矿物。它几乎总是大规模的出现，厚板状晶体非常罕见。它没有显示出明显的解理，而是以贝壳状到参差状的断口。
钛铁矿在空间群R3的三方晶系中结晶。钛铁矿的晶体结构由刚玉结构的有序衍生物组成；在刚玉中，所有阳离子都是相同的，但在钛铁矿中，Fe2+和 Ti4+离子占据垂直于三方c轴的交替层。
纯钛铁矿是顺磁性的（对磁铁的吸引力非常弱），但钛铁矿与赤铁矿形成固溶体，赤铁矿具有弱铁磁性，因此明显被磁铁吸引。钛铁矿的天然矿床通常含有共生或溶解的磁铁矿，这也有助于其铁磁性。
钛铁矿与赤铁矿的区别在于其较不强烈的黑色和较暗的外观以及黑色条痕，而与磁铁矿的区别在于其较弱的磁性。
在岩石薄片中，钛铁矿呈褐色、略带粉红色或紫色。该矿物具有明显的双反射性并且是多向色性的。在正交偏光镜中，钛铁矿具有高度的各向异性，其干涉色范围从灰色到棕灰色。

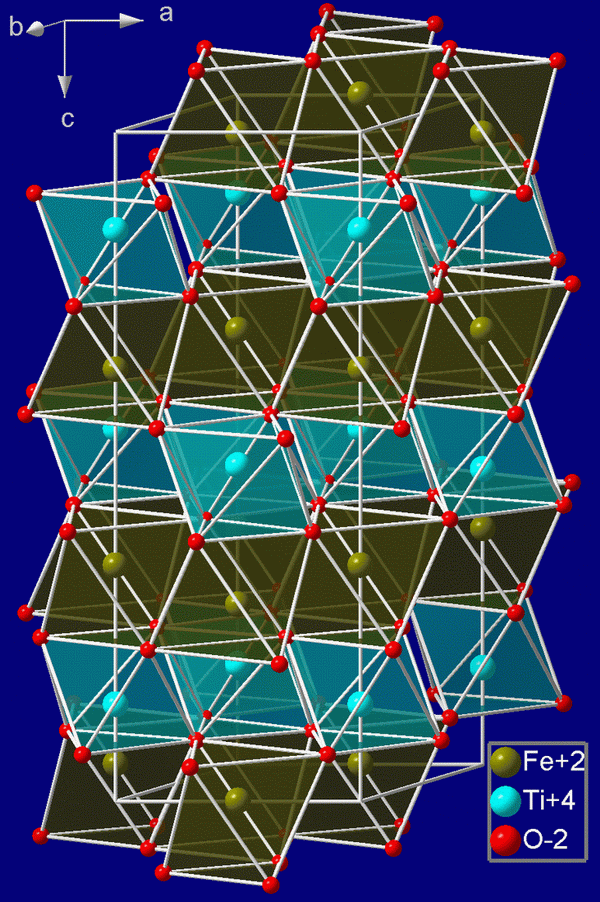
钛铁矿的晶体结构
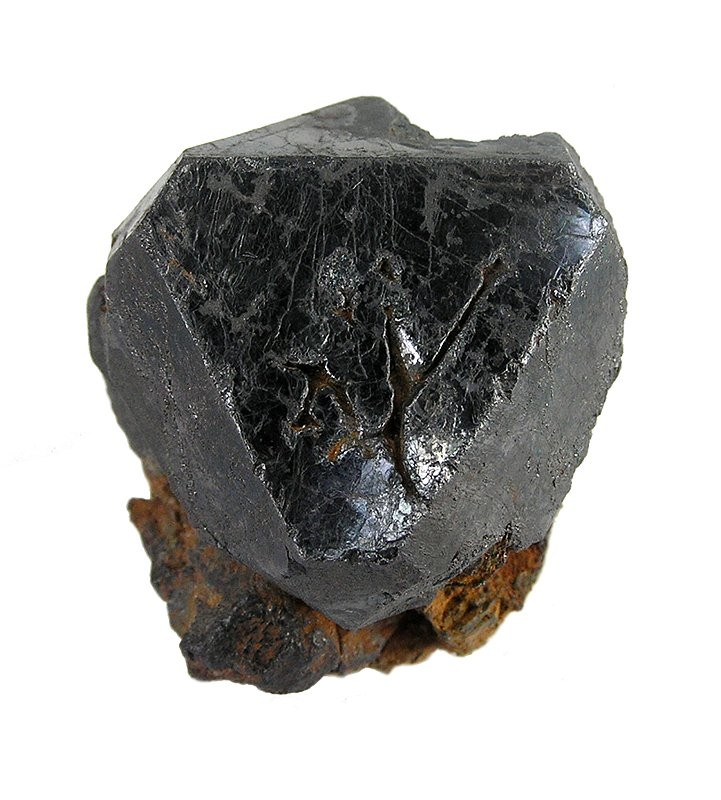
来自挪威Aust-Agder，Froland的钛铁矿；4.1 x 4.1 x 3.8 cm
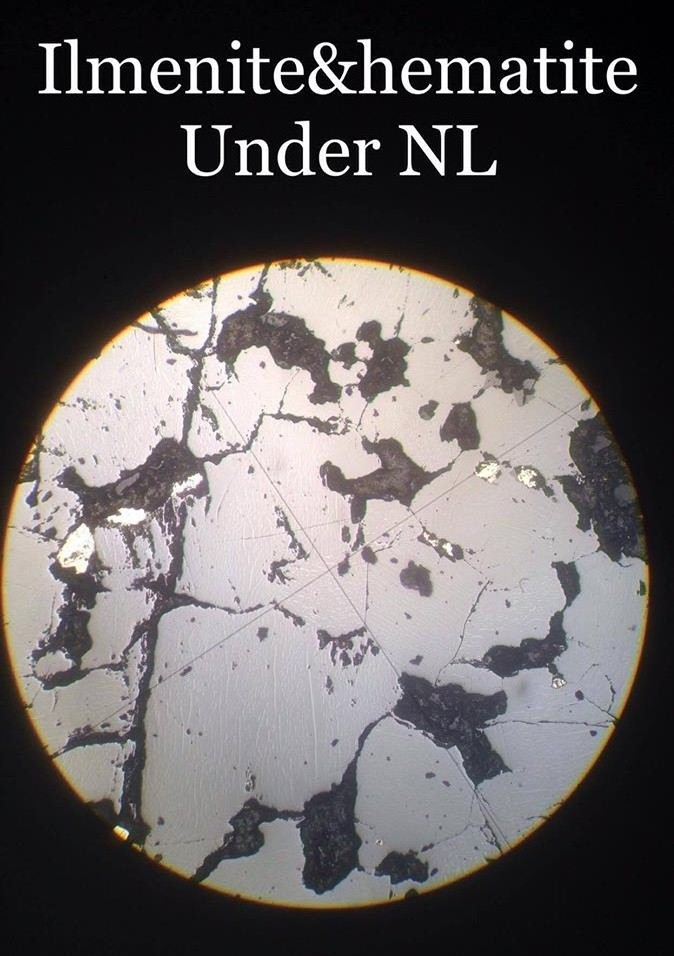
正常光照下的钛铁矿和赤铁矿
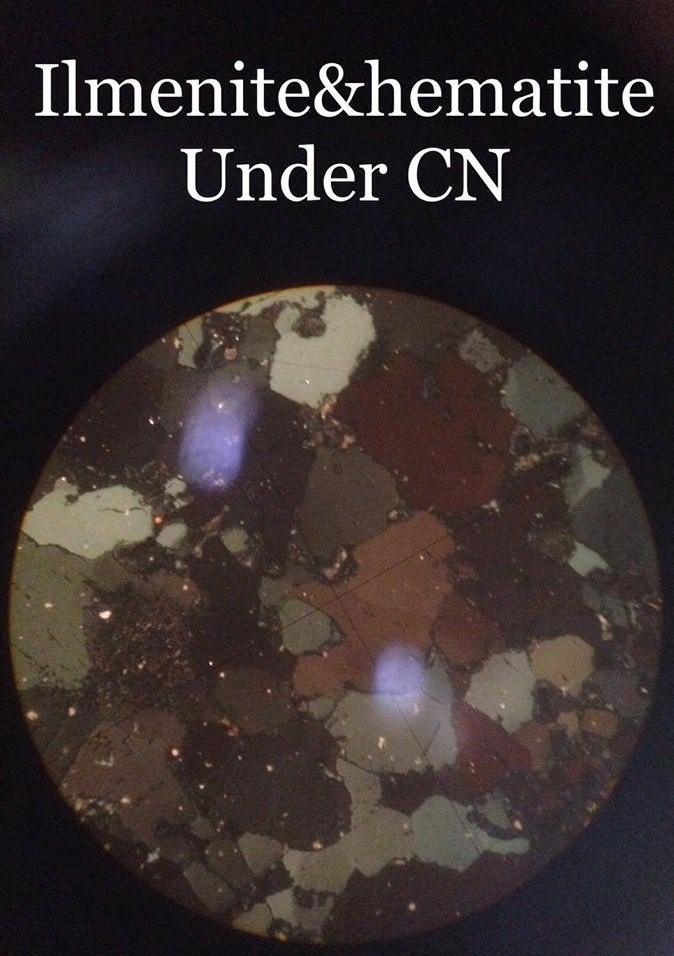
偏振光下的钛铁矿和赤铁矿

## 发现
1791年，威廉·格雷戈尔是在一条流经英格兰康沃尔郡的Menaccan村以南的山谷的溪流中发现了一种黑色沙质矿物，并首次确定钛是该矿物的成分之一，并将其命名为manaccanite。在俄罗斯米阿斯附近的伊尔门山发现了相同的矿物，并命名为Ilmenite。

## 分布
钛铁矿常和磁铁矿共生，星散在基性火成岩中，也产于碱性岩中。美国地质调查局（USGS）2015年公布的数据表明，全球钛铁矿储量约为7.2亿吨，其中中国储量2亿吨，占全球储量28%，排名全球第一。其次是澳大利亚东西海岸（1.7亿吨）、印度半岛南部喀拉拉邦（8500万吨）、南非理查兹湾（6300万吨）、巴西东南海岸（4300万吨）、美国南部和东海岸（200万吨）、乌克兰（590万吨）、斯里兰卡等地。
中国原生钛铁矿共有45处，主要分布在四川攀西和河北承德；钛铁砂矿资源有85处，主要分布在海南、云南、广东、广西等地。

## 化学性质
纯钛铁矿化学成分为FeTiO
3。但钛铁矿通常含有可观量的镁和锰以及高达6wt%的赤铁矿（Fe
2O
3），在晶体结构中替代了FeTiO
3。因此完整的化学式可以表示为(Fe,Mg,Mn,Ti)O
3.钛铁矿与镁钛矿 （MgTiO
3）和红钛锰矿（MnTiO
3）形成固溶体。它们是固溶体系列的镁和锰的末端成员。
虽然钛铁矿通常接近理想的FeTiO
3组成，Mn和Mg的摩尔比例很小，金伯利岩的钛铁矿通常含有大量的镁钛矿成分，并且在一些高度分化的长英质岩中，钛铁矿中可能含有大量的红钛锰矿成分。
在高于950 °C（1,740 °F）的温度下，钛铁矿和赤铁矿之间存在完全固溶体。在较低温度下存在溶解度间隙，导致这两种矿物在岩石中共存但没有固溶体。这种共存可能导致冷却的钛铁矿中出现外溶层，系统中的铁比晶格中均匀容纳的铁更多。含有6%至13%Fe
2O
3的钛铁矿有时被称为“铁钛铁矿”。
钛铁矿变质或风化会形成伪矿物白钛石，一种细粒黄色至灰色或褐色材料，富含70%或更多的TiO
2。白钛石是重砂矿床中钛的重要来源。

## 加工和消费

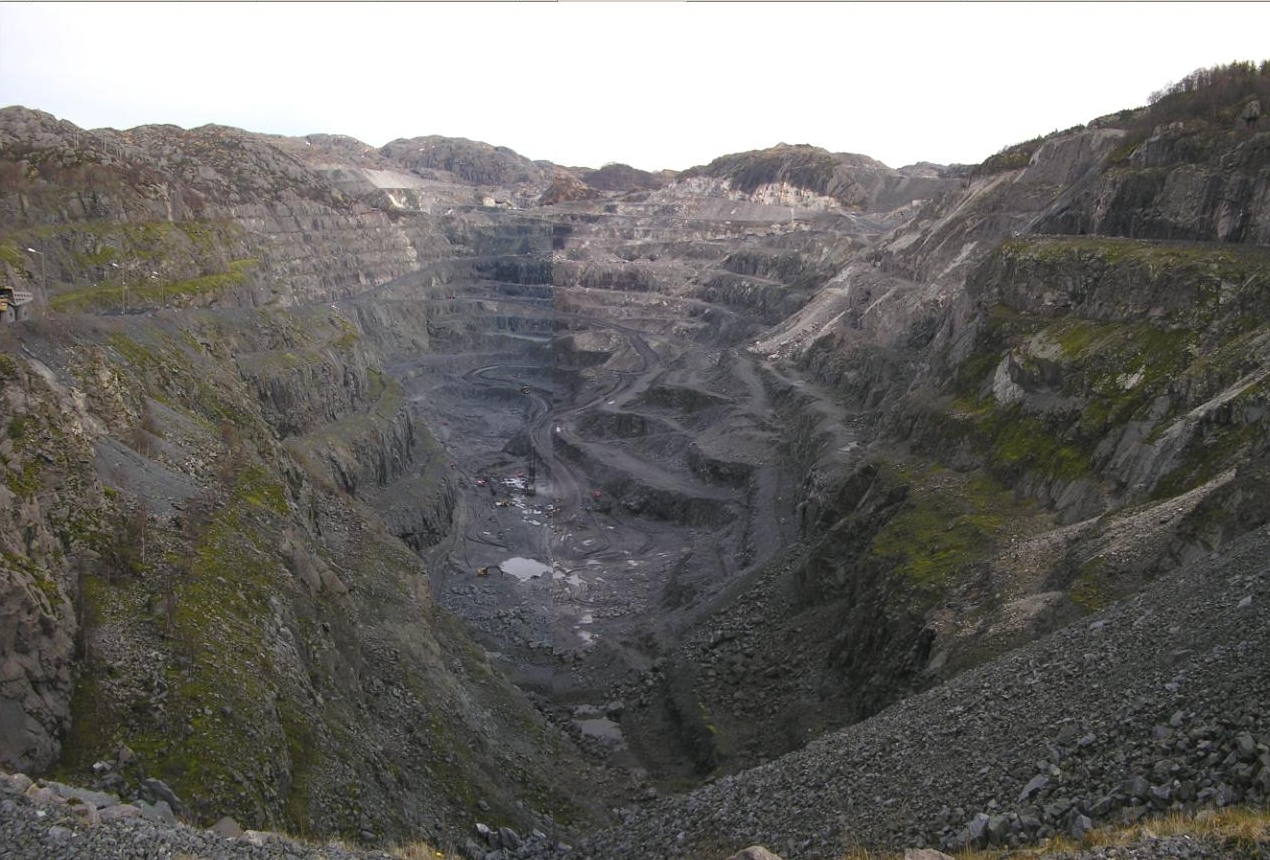
Tellnes露天钛铁矿，索肯达尔，挪威

大多数钛铁矿用于生产二氧化钛。2011年，全球生产的二氧化钛中约有47%是由这种材料生产的。钛铁矿和二氧化钛用于生产钛金属。
二氧化钛最常用作白色颜料，TiO2颜料的主要消费行业是油漆和表面涂料、塑料以及纸张和纸板。中国人均TiO2消费量约为每年1.1千克，而西欧和美国为2.7千克。
钛铁矿可以通过硫酸盐工艺或氯化物工艺转化为颜料级二氧化钛。钛铁矿也可以使用Becher法改进和提纯成金红石形式的二氧化钛。
钛铁矿也可以通过冶炼工艺转化为液态铁和富钛矿渣。
钛铁矿被钢铁制造商用作熔剂来衬砌高炉炉膛耐火材料。
钛铁矿可用于通过铝热反应生产钛铁。

## 月球钛铁矿
钛铁矿已在月球岩石中发现，并且通常富含镁，类似于金伯利岩组合。2005年NASA使用哈勃太空望远镜定位可能富含钛铁矿的位置。这种矿物可能对最终的月球基地至关重要，因为钛铁矿将为建造结构和必要的氧气提取铁和钛的来源。